# Deinotrichia
Deinotrichia là một chi bướm đêm thuộc họ Geometridae.

## Các loài
- Deinotrichia scotosiaria Warren, 1893